# Samer Ismail
 (juillet 2016).
Si vous disposez d'ouvrages ou d'articles de référence ou si vous connaissez des sites web de qualité traitant du thème abordé ici, merci de compléter l'article en donnant les références utiles à sa vérifiabilité et en les liant à la section « Notes et références ».
Samer Ismail (en arabe : سامر إسماعيل), né le 8 juillet 1985 à Homs, en Syrie, est un acteur syrien. 
Il est connu pour avoir joué le rôle d'Omar ibn al-Khattâb, deuxième calife de l' islam dans la série télévisée Omar réalisé par Hatem Ali (en). La série a été produite et diffusée par MBC. 

## Filmographie
- 2023 : Cello de Darren Lynn Bousman